# Los Lorenzos
Los Lorenzos es una localidad del estado mexicano de Guanajuato. Es parte del municipio de Guanajuato.

## Demografía
| Gráfica de evolución demográfica |
|                                  |

| Censo | Población |
| ----- | --------- |
| 1900  | 364       |
| 1910  | 383       |
| 1921  | 211       |
| 1930  | 279       |
| 1940  | 202       |
| 1950  | 435       |
| 1960  | 572       |
| 1970  | 807       |
| 1980  | 590       |
| 1990  | 1 102     |
| 2000  | 1 320     |
| 2010  | 1 380     |
| 2020  | 1 630     |